# Каров (Мекленбург)
Каров (њем. Karow) је мјесто у њемачкој савезној држави Мекленбург-Западна Померанија. Једно је од бивших општинских средишта округа Пархим. Посједује регионалну шифру (AGS) 13060037.

## Географски и демографски подаци
Мјесто се налази на надморској висини од 64 метра. Његова површина износи 38,5 km². У самом мјесту је, према процјени из 2010. године, живјело 825 становника. Просјечна густина становништва износи 21 становника/km².

## Међународна сарадња
| Мјесто | Држава | Врста сарадње | Од    |
| ------ | ------ | ------------- | ----- |
| Нистед | Данска | партнерство   | 1993. |
| Извор  |        |               |       |